# 地球來的人
〈地球來的人〉（英語：Beyond the Stars）是香港歌手馮允謙的單曲，於2020年7月15日由寰亞音樂作數位發行，其後收錄於他的第七張個人專輯《Awaken》。歌曲推出後獲得熱烈回響，包括成為903專業推介、中文歌曲龍虎榜、新城勁爆流行榜與勁歌金榜四台冠軍歌，並最高登上Chill Club 推介榜的季軍位置。馮允謙其後亦憑此歌曲獲得新城勁爆頒獎禮「勁爆歌曲」及叱咤樂壇流行榜頒獎典禮「專業推介叱咤十大 第五位」獎項。

## 歌曲列表
| 線上下載 串流媒體 | 線上下載 串流媒體 | 線上下載 串流媒體 |
| 曲序              | 曲目              | 时长              |
| ----------------- | ----------------- | ----------------- |
| 1.                | 地球來的人        | 4:07              |

## 製作團隊
資料來自〈地球來的人〉音樂錄影帶於YouTube的說明文字。
- 作曲：馮允謙 / T-Ma馬敬恆
- 填詞：王樂儀
- 編曲：T-Ma馬敬恆 / 林岳霆 Lincoln Lam
- 監製：舒文@Zoo Music

## 榜單
| 週榜單（2020年）          | 最高 名次 |
| ------------------------- | --------- |
| 香港（903專業推介）       | 1         |
| 香港（中文歌曲龍虎榜）    | 1         |
| 香港（新城勁爆流行榜）    | 1         |
| 香港（勁歌金榜）          | 1         |
| 香港（Chill Club 推介榜） | 3         |

## 獎項
| 年份   | 頒獎禮                     | 獎項                    | 來源  |
| ------ | -------------------------- | ----------------------- | ----- |
| 2020年 | 《新城勁爆頒獎禮》         | 勁爆歌曲                | [ 4 ] |
| 2020年 | 《叱咤樂壇流行榜頒獎典禮》 | 專業推介叱咤十大 第五位 | [ 5 ] |

## 流行文化中的應用
2022年，風車草劇團的音樂劇場《隔離童話集Bye-bye Your Tale》採用了此歌。

## 資料來源
1. ↑  . Jay Fung 馮允謙於YouTube. 2020-07-15  [2020-05-01]. （原始内容存档于2021-05-17）.
2. 1 2 3 4  . 東方日報. 2020-12-21  [2021-05-05]. （原始内容存档于2021-05-06）.
3. ↑  . ViuTV於Facebook. 2020-08-30  [2020-05-01]. （原始内容存档于2021-05-05）.
4. ↑  .   [2021-07-10]. （原始内容存档于2021-07-10）.
5. ↑  .   [2021-07-10]. （原始内容存档于2021-07-10）.
6. ↑  朱映霖. . 國際演藝評論家協會（香港分會）. 2022-09-01  [2023-03-08]. （原始内容存档于2023-03-08） （中文（繁體））.